# Elsbeth Walch
Elsbeth Walch (* 17. Februar 1921 als Elsbeth Schmid in Beutelsbach/Württemberg; † 21. Februar 2012) war eine deutsche Schriftstellerin.

## Leben
Elsbeth Walch studierte Germanistik und Geschichte an den Universitäten Tübingen und Freiburg im Breisgau. Danach unterrichtete sie am Kepler-Gymnasium in Bad Cannstatt. Später lebte sie mit ihrem Ehemann, einem protestantischen Pfarrer, an verschiedenen Orten, u. a.
in Heilbronn und Stuttgart. Aus der Ehe gingen sechs Kinder hervor. 
Ihren Lebensabend verbrachte Elsbeth Walch in Backnang.
Elsbeth Walch veröffentlichte seit den Fünfzigerjahren eine große Anzahl von erzählenden Werken für Jugendliche und Erwachsene sowie Theaterstücke für das Laientheater. 

## Werke
- Lisbeth will helfen, Lahr-Dinglingen (Baden) 1951
- Was sich Käthe zu Weihnachten wünscht, Stuttgart 1953
- Wenn die Kirchenglocken läuten, Stuttgart 1953
- Der Pelzmantel, Lahr-Dinglingen (Baden) 1954
- Ursel und ihre Freundinnen, Kassel 1954
- Die Weihnachtskiste, Stuttgart 1954
- Wenn's Weihnachten wird, Lahr/Baden 1954
- Die Tor macht  weit, Kassel 1955
- Die Wasserkur, Stuttgart 1955
- Auch wir stehn heut vor dieser Tür, Stuttgart 1956
- Was ist mit Ulrike?, Kassel 1956
- Die Umkehr der Barbara Hochbühler, Wuppertal-Barmen 1958
- Wenn du nicht mehr weiter weißt, Sabine, Lahr-Dinglingen (Baden) 1958
- Oles Weihnachtsüberraschung, Lahr-Dinglingen (Baden) 1959
- Wie Christtag werden soll, Stuttgart 1960
- Dein Licht kommt, Stuttgart 1962
- Drei Häuser weiter, Lahr-Dinglingen (Baden) 1962
- Das unerwünschte Kind, Stuttgart 1962
- Eine von uns, Lahr-Dinglingen (Baden) 1962
- Wo kommst du her, Ilselore?, Lahr-Dinglingen (Baden) 1964
- Carola ist an allem schuld!, Lahr-Dinglingen (Baden) 1965
- Der Hochzeitstisch, Weinheim/Bergstr. 1967
- Regine hat recht, Lahr-Dinglingen (Baden) 1967
- Ein Dach überm Kopf, Weinheim/Bergstr. 1968
- Die Heiratsanzeige, Weinheim/Bergstr. 1968
- Der neue Pfarrer, Weinheim/Bergstr. 1968
- Schwarze Tabletten, Weinheim/Bergstr. 1968
- Auf dem Dorfe, Lahr-Dinglingen/Baden 1969 (zusammen mit Magdalene Schickedanz)
- Bis zum Sommer, Martina!, Lahr-Dinglingen (Baden) 1969
- Daß du dich wundern wirst, Lahr-Dinglingen (Baden) 1969
- Durch Haus und Hof, Lahr-Dinglingen/Baden 1969 (zusammen mit Magdalene Schickedanz)
- Die Geburtstagstorte, Weinheim/Bergstr. 1970
- Wirbel um Isabell, Lahr-Dinglingen (Baden) 1970
- Der rote Lampion, Lahr-Dinglingen (Baden) 1971
- Ein frohes Weihnachtsfest, Weinheim (Bergstraße) 1972
- Ein bunter Schlips für Berni, Lahr-Dinglingen (Baden) 1974
- Zu guter Letzt, Weinheim (Bergstraße) 1974
- Tante Lydia wird schon wissen, Lahr-Dinglingen 1975
- Vor unsrer Tür, Weinheim/Bergstraße 1976
- Zum Glück gibts Tante Lydia, Lahr 1976
- Kommt mit uns nach Bethlehem, Weinheim/Bergstraße 1978
- Viel Vergnügen am See!, Lahr-Dinglingen 1978
- Wir tragen die Botschaft in die Welt, Weinheim/Bergstraße 1978
- Ein Medaillon zum Weihnachtsfest, Lahr-Dinglingen 1979
- Nun will der Lenz uns grüßen, Weinheim/Bergstraße 1979 (vgl. das gleichnamige Frühlingslied Nun will der Lenz uns grüßen)
- Volle Hände, leere Hände, Weinheim/Bergstraße 1979
- Weihnachtszeit, Zeit der Freude, Lahr-Dinglingen 1979
- Ausgerechnet zum Weihnachtsfest, Lahr-Dinglingen 1980
- Laß noch eine Kerze brennen!, Lahr-Dinglingen 1980
- Dem Täter auf der Spur, Lahr-Dinglingen 1980
- Das vortreffliche Rezept, Weinheim/Bergstraße 1980
- Weihnachten in Fräulein Käthes Küche, Lahr-Dinglingen 1980
- Das Wunder der Heiligen Nacht, Lahr-Dinglingen 1980 (zusammen mit Kurt Eichler und Willi Harwerth)
- Er ist auf Erden kommen arm, Weinheim/Bergstraße 1981
- Gib nicht auf, Hannelore!, Lahr-Dinglingen 1982
- Nette Leute von gestern und heute, Stuttgart 1982
- Raum genug für Weihnachtsfreude, Lahr-Dinglingen 1982
- Ein Weihnachtslied gehört auch dazu, Lahr-Dinglingen 1982
- Wenn's auch nicht immer leicht war, Mutter!, Lahr-Dinglingen 1982
- Als Rebekka kam, Lahr-Dinglingen 1983
- Auf dem Weg zum Fußballspiel, Lahr-Dinglingen 1983
- Hier sind alle guten Gaben, Lahr-Dinglingen 1983
- Martin Luther ohne Sockel, Weinheim/Bergstr. 1983
- Ein Weihnachtsfest wie noch keins, Lahr-Dinglingen 1983
- Zu guter Stunde komm ich heute, Weinheim/Bergstr. 1983
- Aus meinem Familienalbum, Stuttgart 1984
- Glück wie Glas, Lahr-Dinglingen 1984
- Wir malen die Arche Noah, Lahr-Dinglingen 1984 (zusammen mit Walter Rieck)
- Gott hat dich mir gegeben, Lahr-Dinglingen 1985
- Ein heller Schein, Lahr-Dinglingen 1985
- Weihnachtskerzen, Weinheim/Bergstraße 1985
- Wenn's Weihnachten wird, Lahr-Dinglingen 1985
- Christkinds Geburtstag, Lahr-Dinglingen 1986 (zusammen mit Ruthild Busch-Schumann)
- Euch ist heute der Heiland geboren, Weinheim/Bergstraße 1986
- Mach's gut, Sibylle!, Lahr-Dinglingen 1986
- Nahe bei der Krippe, Lahr-Dinglingen 1986
- Und mein Ohr vernahm ..., Lahr-Dinglingen 1986
- Weihnachten - nicht allein, Lahr-Dinglingen 1986
- Weihnachten übers Jahr, Lahr-Dinglingen 1986
- Gott kennt und liebt uns alle, Lahr-Dinglingen 1987 (zusammen mit Herta Müller-Schönbrunn)
- In weihnachtlicher Runde, Weinheim 1987
- Kommst du auf Weihnachten, Oma?, Lahr-Dinglingen 1987
- Die Weihnachtsprobe, Lahr-Dinglingen 1987
- Wir wollten doch von Weihnachten reden!, Lahr-Dinglingen 1987
- Eine helle Spur, Lahr-Dinglingen 1988
- Koteletts zum Abendessen, Weinheim/Bergstr. 1988
- Ronald - mit und ohne Rad, Lahr-Dinglingen 1988
- Von deiner Krippe glänzt ein Strahl, Lahr-Dinglingen 1988
- Der helle Morgenstern, Lahr-Dinglingen 1989
- Kleine Beate Guck-in-die-Welt, Lahr-Dinglingen 1989
- Eine immergrüne Hecke, Lahr-Dinglingen 1990
- Die Tür im Doktorhaus steht offen, Lahr-Dinglingen 1990
- Weihnachtsgeschenke für Niko und Christine, Lahr-Dinglingen 1990
- Eine kleine gelbe Feder, Lahr-Dinglingen 1991
- Mütter sind doch unvergleichlich!, Lahr-Dinglingen 1991
- Einladung zum Geburtstag, Lahr 1993
- Ein goldener Stern erwartet dich, Lahr 1994
- Unser neuer Pfarrer, Weinheim/Bergstraße 1994 (zusammen mit Wolfgang Gerts)
- Der Weg nach Bethlehem ist weit, Lahr 1994
- Funkelnde Sterne am Weihnachtshimmel, Lahr 1995
- Immer fanden sich helfende Hände, Lahr 1997
- Liebe geht eigene Wege, Lahr 1998
- Kommt doch nichts von ungefähr, Lahr 1999
- Sechs Kinder um unseren Tisch, Lahr 1999
- Nicht nur die Vögel unter dem Himmel ..., Lahr 2000
- Grüße aus dem Giebelfenster, Lahr/Schwarzwald 2001
- Eine Mutter für Michael, Lahr 2001
- Weihnachten - einmal ganz anders, Lahr 2001
- Weihnachten im Haus am Berg, Lahr/Schwarzwald 2002